# ジョージ・チチェスター (第3代ドニゴール侯爵)

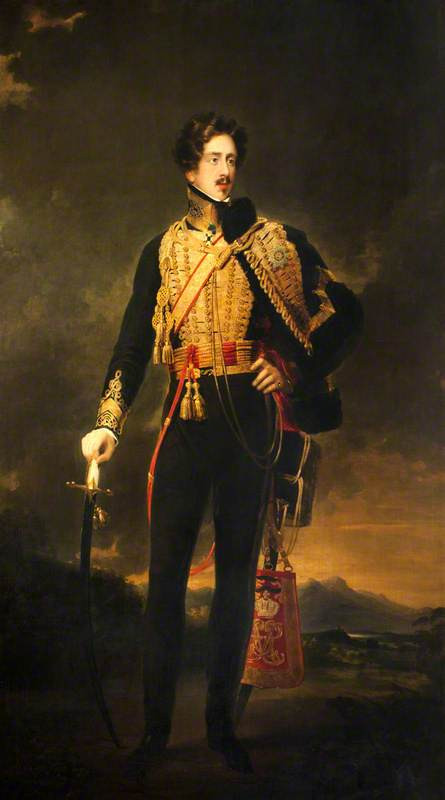
ジェームズ・アトキンス（James Atkins）による肖像画、1824年。

第3代ドニゴール侯爵ジョージ・ハミルトン・チチェスター（英語: George Hamilton Chichester, 3rd Marquess of Donegall KP GCH PC、1797年2月10日 – 1883年10月20日）は、イギリスの政治家、地主、アイルランド貴族。1818年から1838年まで庶民院議員を、1848年から1852年まで女王親衛隊隊長を務めたが、私生活では父の残した債務に苦しまれ、多くの領地を手放す破目になった。1799年から1844年までベルファスト伯爵の儀礼称号を使用した。

## 生涯
第2代ドニゴール侯爵ジョージ・オーガスタス・チチェスターとアンナ・メイ（Anna May、1849年2月6日没、第2代準男爵サー・エドワード・メイの娘）の息子として、1797年2月10日にロンドンのグレート・カンバーランド・プレイスで生まれた。1808年から1813年頃までイートン・カレッジで教育を受け、1816年1月20日にオックスフォード大学クライスト・チャーチに入学した。
1818年にコルネットとして軽騎兵第18連隊に入隊、1819年に軽騎兵第7連隊に転じ、1821年に中尉に昇進、1823年に竜騎兵第1連隊の大尉に昇進したが、同年に半給になり、1825年に陸軍から引退した。
父の影響力により1818年イギリス総選挙でキャリクファーガス選挙区から出馬して当選した。1820年イギリス総選挙において、最初はアントリム選挙区から出馬しようとしたが、初代オニール伯爵チャールズ・オニールと第2代ハートフォード侯爵フランシス・イングラム＝シーモア＝コンウェイによるアントリム選挙区への支配は揺るがず、代わりに父がほとんどの不動産を所有するベルファスト選挙区から出馬して当選した。議会ではリヴァプール伯爵内閣を支持したが、軍務に就いていたため議会活動は少なく、主だった活動としてはベルファストからの請願を提出したことと1825年にカトリック解放に反対票を投じたことが挙げられる。
1826年イギリス総選挙では再びアントリム選挙区で勝てないと判断して、ベルファスト選挙区での再選を選択した。再選以降も審査法廃止に反対（1828年2月）、ダニエル・オコンネルが宣誓せずに議員に就任することに反対する（1829年5月）などカトリックに敵対的な立場をとり、バーミンガム選挙区、リーズ選挙区、マンチェスター選挙区の設立（1830年2月、第1回選挙法改正の先駆けとなる法案の1つ）、ユダヤ人解放（1830年5月）にも反対票を投じた。同1830年7月19日に枢密顧問官に任命され、24日に宮内副長官に任命された。同年の総選挙において、ハートフォード侯爵の指名する議員だったエドモンド・アレグザンダー・マグナーテン（アントリム選挙区選出）が健康を理由に再出馬しないことを表明したため、ハートフォード侯爵は候補者を出せず、ベルファスト伯爵はオニール伯爵の指名するジョン・オニール閣下（現職議員）と手を組んで選挙戦に挑んだ。オニール伯爵はウェリントン公爵内閣に反対していたが、ベルファスト伯爵は野党に転じないと内閣に約束して、初代ウェリントン公爵アーサー・ウェルズリーの支持を確保した上で選挙戦に勝利した。
グレイ伯爵内閣では宮内副長官の留任を条件に内閣支持を約束、宮内長官の第6代デヴォンシャー公爵ウィリアム・キャヴェンディッシュの後援もあってベルファスト伯爵は宮内副長官に留任した。翌1831年、ロイヤル・ゲルフ勲章ナイト・グランド・クロスを授与された。第1回選挙法改正では改正がアントリム選挙区の有権者に支持されたため、ベルファスト伯爵もそれに従って賛成票を投じ、1831年イギリス総選挙で無投票当選した。以降第1回選挙法改正の採決では全て改正支持側で投票し、1832年5月に首相グレイ伯爵が辞任したときにもそれに従って辞任したが、後にグレイ伯爵が首相に復帰したため、ベルファスト伯爵も官職に復帰している。1832年イギリス総選挙でアントリム選挙区から再選、1837年イギリス総選挙でベルファスト選挙区に転じて再選したが、選挙申し立ての結果1838年3月に議席を失った。官職のほうは1834年12月に宮内副長官を辞任したが、1838年4月27日に再任され、1841年9月まで務めた。
1841年4月25日から1883年10月20日までアントリム統監を務めた。同1841年の総選挙でホイッグ党候補としてベルファスト選挙区で敗北したことに対する慰謝として、1841年8月18日に連合王国貴族であるドニゴール県におけるイニショーウェンとアントリム県におけるキャリクファーガスのイニショーウェン＝キャリクファーガス男爵に叙された。1844年10月5日に父が死去すると、ドニゴール侯爵位を継承した。
1848年から1852年まで女王親衛隊隊長を務め、1857年2月3日に聖パトリック勲章を授与された。
1868年にアイルランド国教会の廃止に反対したが、1869年の採決では反対票を投じなかった。
1883年10月20日にブライトンで死去、イニショーウェン＝キャリクファーガス男爵位は廃絶、ドニゴール侯爵位は弟エドワードが継承した。

## 家族と私生活
第6代シャフツベリ伯爵クロプリー・アシュリー＝クーパーの娘と婚約したが、両親の結婚（1795年）が違法とされたため、ジョージ・ハミルトンは全員継承権のない庶子という状況になり、婚約が解消された。しかし、1822年の法改正で両親の結婚が有効になった上、遡及適用が決定されたため、ジョージ・ハミルトンは嫡子の地位を取り戻した。その後も父の借金が重なったため、多くの土地を無期限で貸し出したが、父が1844年に死去した時点でも40万ポンド以上の債務が残っており、1850年代には領地の多くを売却する羽目になった。
1822年12月8日、ハリエット・アン・バトラー（Harriet Anne Butler、1799年1月1日 – 1860年9月14日、初代グレンゴール伯爵リチャード・バトラーの娘）と結婚、2男1女をもうけた。
- ジョージ・オーガスタス（1826年5月26日 – 1827年6月18日）
- フレデリック・リチャード（1827年11月25日 ペル・メル – 1853年2月11日 ナポリ） - イートン・カレッジで教育を受けた[1]
- ハリエット・オーガスタ・アン・シーモリナ（Harriet Augusta Anna Seymourina、1898年4月14日没） - 1857年8月22日、第8代シャフツベリ伯爵アンソニー・アシュリー＝クーパー（英語版）と結婚、子供あり

1862年2月26日、ハリエット・グラハム（Harriet Graham、1816年頃 – 1884年3月6日、第7代準男爵サー・ベリンガム・レジナルド・グラハムの娘）と再婚した。